# Lucky One
Lucky One är en svensk-norsk-finsk film som hade svensk premiär 15 mars 2018. Filmen har regisserats av Mia Engberg som också skrivit manus. Tobias Janson har producerat filmen för Story AB. 

## Handling
Lucky One handlar om Vincent om sliter hårt i den under världen i Paris. Han ser ingen anledning till att slå in på den smala vägen förrän han får ta över ansvaret att ta hand om sin tonårsdotter Adina.

## Rollista i urval[2]
- Bruno La Brasca - Bossen
- Olivier Loustau - Vincent
- Lorette Nyssen - Adina
- Diana Rudychenko - Diana